# Una especie de familia
Una especie de familia es una película argentina dramática y del género de road movie de 2017 coescrita y dirigida por Diego Lerman. Está protagonizada por la actriz argento-española Bárbara Lennie.

## Producción
La cinta está producida por Campo Cine (Argentina) en coproducción con Bossa Nova (Brasil), Staron Films (Polonia), Bellota Films (Francia) y 27 Films (Alemania). Además recibió el apoyo del INCAA y del IAAviM (Instituto de Artes Audiovisuales de Misiones).
La película se filmó en las provincias de Catamarca, Misiones (Alba Posse y 25 de Mayo) y Buenos Aires. El rodaje comenzó a principios de noviembre de 2016 y finalizó a fines de diciembre del mismo año, con un equipo internacional que incluye al premiado director de fotografía Polaco Wojtek Staron (con quien Lerman trabajó en “Refugiado”), al director de arte Brasileño Marcos Pedroso (Madame Sata, Praia do Futuro) y al Sonidista francés Benjamin Laurent (Le Havre, de Kaurismaki).
Durante su desarrollo, el proyecto fue ganador del Aidè aux Cinèma du Monde en Francia, del premio del Miami International Film Festival y seleccionado en diversos foros internacionales tales como el del festival de Berlín, además de haber obtenido diversos fondos como el de Hessen en Alemania, el PISF de Polonia y haber ganado el concurso con Brasil: Ancine-Incaa.

## Reparto
- Bárbara Lennie como Malena.
- Daniel Aráoz como Dr. Costas.
- Claudio Tolcachir como Mariano.
- Yanina Ávila como Marcela.

## Tráiler
El 21 de julio de 2017, la productora Campo Cine lanzó un adelanto o tráiler de la película en confirmando el estreno de la misma para el 14 de septiembre del mismo año.

## Premios y nominaciones

### Participación en festivales de cine
| Festival                  | Fecha de evento             | Categoría                 | Premio             |       |
| ------------------------- | --------------------------- | ------------------------- | ------------------ | ----- |
| Festival de Toronto       | 7 al 17 de septiembre       | Contemporary World Cinema | Nominado           | [ 5 ] |
| Festival de San Sebastián | 22 al 30 de septiembre      | Mejor guion               | Ganador            | [ 6 ] |
| Festival de Varsovia      | 13 al 22 de octubre de 2017 | Participación             | Solo participación | [ 7 ] |
| Festival de Chicago       | 12 al 26 de octubre de 2017 | Mejor película            | Ganador            | [ 8 ] |

### Premios Sur
Dichos premios serán entregados por la Academia de las Artes y Ciencias Cinematográficas de la Argentina en marzo de 2018.
| Año  | Categoría               | Candidato                | Resultado |
| ---- | ----------------------- | ------------------------ | --------- |
| 2017 | Mejor película          | Una especie de familia   | Nominada  |
| 2017 | Mejor director          | Diego Lerman             | Nominada  |
| 2017 | Mejor actriz            | Bárbara Lennie           | Nominada  |
| 2017 | Mejor actor de reparto  | Daniel Aráoz             | Nominada  |
| 2017 | Mejor actriz revelación | Yanina Ávila             | Ganadora  |
| 2017 | Mejor guion original    | Diego Lerman María Meira | Ganadora  |
| 2017 | Mejor montaje           | Alejandro Brodersohn     | Nominada  |
| 2017 | Mejor fotografía        | Wojciech Staron          | Nominada  |

### Premios Cóndor de Plata
Dichos premios serán entregados por la Asociación de Cronistas Cinematográficos de la Argentina en  2018.
| Año  | Categoría              | Candidato                | Resultado |
| ---- | ---------------------- | ------------------------ | --------- |
| 2018 | Mejor Película         | Una especie de familia   | Nominada  |
| 2018 | Mejor Dirección        | Diego Lerman             | Nominada  |
| 2018 | Mejor Actriz           | Bárbara Lennie           | Nominada  |
| 2018 | Mejor Actor de Reparto | Daniel Aráoz             | Nominada  |
| 2018 | Mejor Montaje          | Alejandro Brodersohn     | Nominada  |
| 2018 | Mejor Guion Original   | Diego Lerman María Meira | Ganadora  |
| 2018 | Mejor Sonido           | Leandro de Loredo        | Nominada  |